# طواف الإفاضة
طواف الإفاضة وهو الركن الثالث من أركان الحج الأربعة في الإسلام، أولهم الإحرام وهو نية الدخول في النسك وثانيهم الوقوف بعرفة وثالثهم طواف الإفاضة ورابعهم السعي بين الصفا والمروة ، و طواف الإفاضة هو من أركان الحج لقوله سبحانه :((ثم ليقضوا تفثهم وليوفوا نذورهم وليطوفوا بالبيت العتيق )) {سورة الحج، الآية 29} ولأن النبي - - قال - حين أُخبِرَ بأن صفية حاضت - ( أحابستنا هي ؟، فقالوا : يا رسول الله إنها قد أفاضت وطافت بالبيت ثم حاضت بعد الإفاضة، قال : فلتنفر إذاً ) متفق عليه، مما يدل على أن هذا الطواف لا بد منه، وأنه حابس لمن لم يأت به، ووقته بعد الوقوف بعرفة ومزدلفة ولا آخر لوقته عند الجمهور بل يبقى عليه ما دام حياً، وإنما وقع الخلاف في وجوب الدم على من أخّره عن أيام التشريق أو شهر ذي الحجة . وليجتهد به حتى لا يتعدى نهاية ذي الحجة الا لعذر.